# Diecezja Armidale (anglikańska)
Diecezja Armidale – diecezja Kościoła Anglikańskiego Australii w stanie Nowa Południowa Walia. Powstała w 1914 roku w wyniku podziału dotychczasowej diecezji Grafton i Armidale. Siedzibą biskupa jest Armidale.